# Calathea jagoriana
Calathea jagoriana là một loài thực vật có hoa trong họ Marantaceae. Loài này được Regel mô tả khoa học đầu tiên năm 1879.